# Radcliffe College

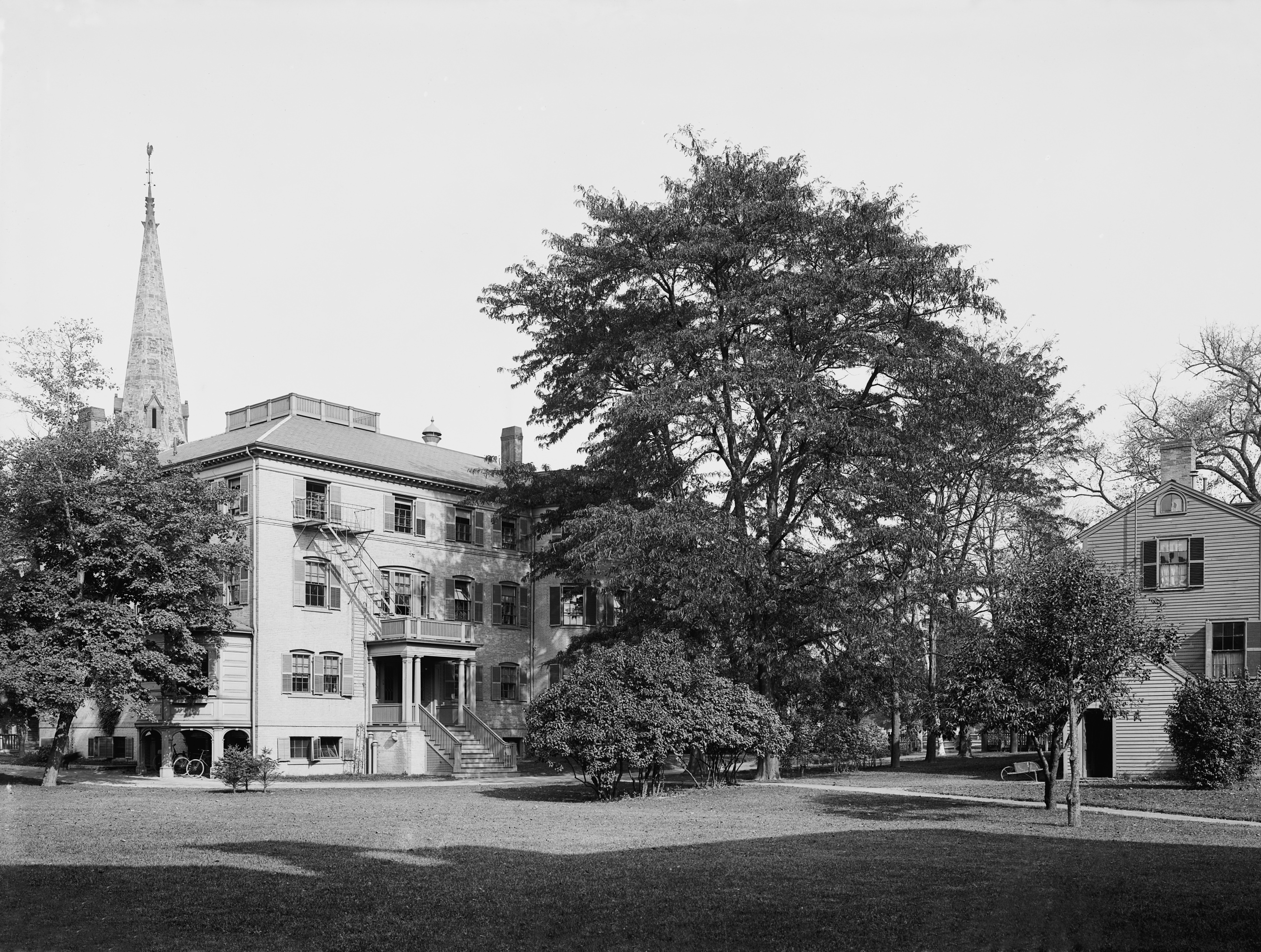
Ginásio e Fay House no Radcliffe College, 1904.

O Radcliffe College foi uma instituição de ensino superior para mulheres, voltada para o ensino de humanidades (liberal arts) e fortemente vinculada à Universidade Harvard, em Cambridge, Massachusetts, Estados Unidos. Começou a ser anexada formalmente a Harvard em 1977, num processo concluído em 1999. O campus de Radcliffe funciona agora como um instituto de pesquisa de pós-graduação de Harvard, o Radcliffe Institute for Advanced Study.

## Obras sobre Radcliffe
- Dowst, Henry Payson; John Albert Seaford (1913). Radcliffe College. [S.l.]: H. B. Humphrey Company . Texto curto e várias ilustrações de John Albert Seaford. Imagens das páginas online e PDF no Google Books.